# Elena Ilieva
Elena Ilieva (in bulgaro Елена Илиева?; Plovdiv, 8 luglio 1950) è un'ex cestista bulgara.

## Carriera
Con la Bulgaria ha disputato i Campionati europei del 1970.